# 相模原市立相原中学校
相模原市立相原中学校（さがみはらしりつ あいはらちゅうがっこう）は、神奈川県相模原市緑区橋本八丁目にある公立中学校。

## 沿革
- 1980年（昭和55年）4月1日 - 開校[1]。
  - 8月31日 - 校章制定
- 1981年（昭和56年）6月30日 - 鉄筋三階増築校舎落成。
- 1982年（昭和57年）11月29日 - 校歌制定記念発表会。30日、校庭拡張。
- 1984年（昭和59年）6月30日 - テニスコート完成。
- 1988年（昭和63年）4月5日 - 生徒から不評であるノーチャイム制スタートさる。

## 部活動

### 運動部
柔道部は全国屈指の強豪校として知られている。女子の全中優勝回数4回は歴代最多記録であり、2009年には三冠を達成した。しかし2019年廃部。
- 柔道部(現在は廃部。)
  - 全国中学校柔道大会 - 女子団体戦、2000年、2004年、2008年、2009年優勝。男子団体戦2005年、2007年3位。
  - 全日本選抜少年柔道大会 - 女子団体戦、2008年、2009年優勝。
  - サニックス旗福岡国際中学生柔道大会 - 男子団体戦、2006年優勝。
- 野球部
- バドミントン部
- ハンドボール部
- ソフトテニス部
- 卓球部
- バスケットボール部
- 陸上競技部

### 文化部
- 吹奏楽部
- コンピューター部
- 家政部
- 美術部

## 通学区域
- 相模原市緑区共和[3]
  - 相原1丁目
  - 相原2丁目
  - 相原3丁目
  - 相原4丁目
  - 相原5丁目
  - 相原6丁目
  - 西橋本3丁目6番~11番
  - 西橋本4丁目
  - 西橋本5丁目
  - 二本松3丁目1番1号~14号・36号~50号・2番・20番 1号~9号・20号・24番 1号~ 5号・11号
  - 二本松4丁目
  - 橋本7丁目
  - 橋本8丁目
  - 元橋本町

## 進学前小学校
- 相模原市緑区
  - 相模原市立相原小学校
  - 相模原市立旭小学校（大部分は相模原市立旭中学校へ）
  - 相模原市立当麻田小学校
  - 相模原市立二本松小学校（大部分は相模原市立内出中学校へ）

## 交通アクセス
- 東日本旅客鉄道（JR東日本）横浜線 相原駅より1.1km、徒歩13分
- 神奈川中央交通バス「大西」 バス停より200ｍ、徒歩2分.  橋01,橋03,橋05,橋06,橋07,橋08,橋09,橋11,橋14,橋18,橋24,橋26,橋28,橋31系統.

## 著名な出身者
- 中村美里（女子柔道選手）
- 髙市未来（女子柔道選手）
- 駒木奈緒美（女子柔道選手）
- 平井希（女子柔道選手）
- 内尾真子（女子柔道選手）
- 芳田司（女子柔道選手）
- 渡名喜風南（女子柔道選手）
- 井上あかり（女子柔道選手）
- 冨田若春（女子柔道選手）
- 渡辺聖未（女子柔道選手）
- 角田夏実（女子柔道選手）
- 丸山城志郎（柔道選手）
- 長澤憲大（柔道選手）
- 金琳煥（柔道選手）
- 丸山剛毅（柔道選手）